# Oracle Application Development Framework
Oracle Application Development Framework, generalmente llamado Oracle ADF, es un framework comercial de Java para la creación de aplicaciones empresariales.
Es una herramienta del tipo RAD que se basa en patrones de diseño listos para usar.
Provee un enfoque visual y declarativo para el desarrollo de aplicaciones J2EE.

## Tecnologías soportadas
Oracle ADF está basado en la arquitectura MVC (Model-View-Controller o Modelo-Vista-Controlador).
Soporta cualquier combinación de las siguientes tecnologías:

### Model (modelo)
- EJB
- Web Services
- TopLink
- JavaBeans
- JDBC
- ADF Business Components (ADF BC)
- Portlets

### Controller (controlador)
- JavaServer Faces (JSF)
- Struts

### View (vista)
- Swing
- JavaServer Pages (JSP)
- JavaServer Faces (JSF)
- ADF Faces

Oracle JDeveloper es un entorno de desarrollo integrado gratuito que proporciona una manera muy gráfica para crear aplicaciones de gestión de datos utilizando ADF.
Independientemente de la tecnología utilizada, los desarrolladores tienen un enfoque de desarrollo drag and drop para conectar la interfaz de usuario y los servicios de negocio. La clave es la capa del Model de Oracle ADF la cual es la base para la especificación JSR-227.
Las aplicaciones Oracle ADF se pueden correr en cualquier contenedor J2EE compatible.

## Licencias
La licencia de Oracle ADF se incluye en la licencia de Oracle Application Server (OC4J). Esto significa que Oracle ADF es gratuita para todos los usuarios que poseen una licencia de Oracle Application Server. Los usuarios que quieran utilizar ADF con un servidor de aplicaciones de un tercero pueden adquirir una licencia del runtime de ADF en una agencia de ventas de Oracle. El desarrollo de aplicaciones con Oracle ADF, así como el testeo (pruebas), es gratuita y puede hacerse declarativamente dentro de JDeveloper.